# Bariloche
San Carlos de Bariloche (heutige Kurzform Bariloche) ist eine westargentinische Großstadt mit ca. 140.000 Einwohnern in der Provinz Río Negro. Sie ist die Hauptstadt des Departamento Bariloche und ein bedeutendes Fremdenverkehrszentrum am Fuß der Anden. Das Bistum San Carlos de Bariloche (lateinisch Dioecesis Sancti Caroli Vurilocensis) ist eine römisch-katholische Diözese mit einer neogotischen Kathedrale aus Beton und Natursteinen.
Der Name Bariloche stammt aus dem Mapudungun (der Sprache der Mapuche). Dort bedeutet das Wort Vuriloche „Menschen hinter dem Berg“ (furi = „hinter“, che = „Menschen“). Der Vuriloche-Pass wurde von den Mapuche benutzt, um die Anden zu überqueren, und wurde vor den Europäern lange Zeit geheim gehalten.

## Lage und Klima

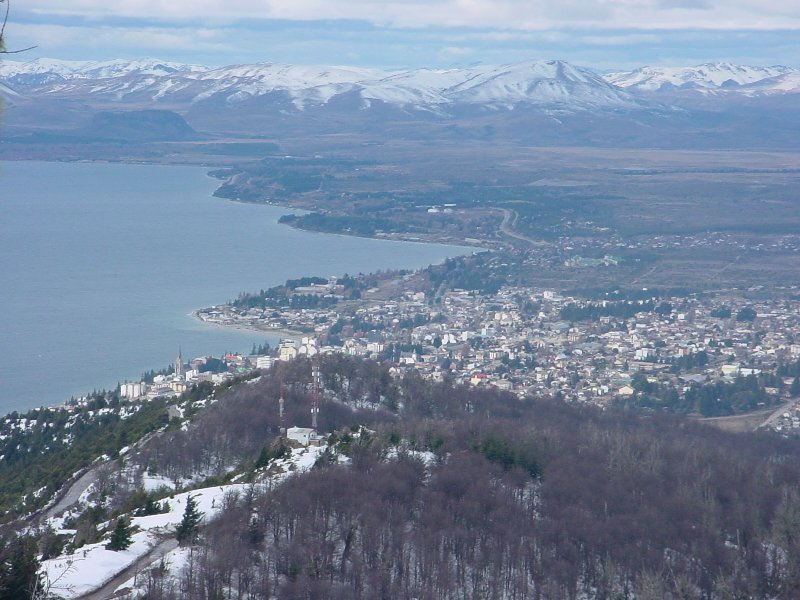
Blick aus dem Gebirge auf Bariloche

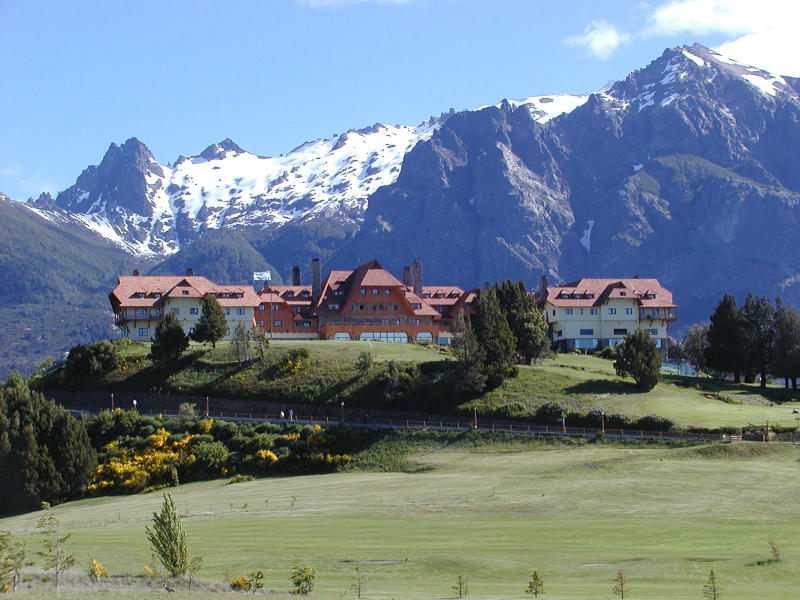
Berghotel bei Bariloche

Die knapp 1600 km (Fahrtstrecke) südwestlich der Landeshauptstadt Buenos Aires gelegene Stadt Bariloche liegt in einem Tal der südlichen Anden am Ufer des Sees Nahuel Huapi, der zu den größten Seen des Landes gehört. Die Berge Otto, Catedral und López liegen in der Umgebung. Der Ballungsraum ist mit einer Vielzahl von Ferienkolonien sehr ausgedehnt und umfasst unter anderem die Halbinsel Llao Llao. Südlich von Bariloche liegt der Cerro Catedral, ein bedeutendes Wintersportzentrum. Im Sommer wird der Ort wegen des angenehmen Klimas aufgesucht, im Winter wegen seines Skigebietes am Cerro Catedral.

## Wirtschaft und Forschung
Motor der Wirtschaft der Stadt ist der Tourismus, daneben spielen auch die Schokoladenindustrie sowie immer noch der Handel mit dem nahen Chile eine Rolle. Weiterhin hat in Bariloche die Hightech-Firma INVAP ihren Sitz, die Kernreaktoren, Raumfahrt- und Ökotechnologie (z. B. Müll- und Abwasserverarbeitung, Windenergieanlagen) entwickelt und auch international aktiv ist.
Im Jahr 1955 wurde hier das Atomforschungszentrum Argentiniens (Centro Atómico Bariloche) mit dem Schwerpunkt Kerntechnik mit einem Forschungsreaktor eröffnet, wonach bald auch auf anderen Gebieten der Physik geforscht wurde.

## Geschichte
Die Gebiete rund um den See Nahuel Huapi wurden Ende des 19. Jahrhunderts, nach der so genannten Wüstenkampagne des Generals Julio A. Roca, von Siedlern okkupiert. So legten der Chilene Carlos Wiederhold Piwonka und der texanische Cowboy Jarred Jones, Ersterer als Namensgeber von San Carlos, unabhängig voneinander Siedlungen an. Offiziell gegründet wurde San Carlos de Bariloche im Jahr 1902. Die Stadt war zunächst ein Handelszentrum mit dem südlichen Chile. Einwanderer aus dem Schweizer Kanton Wallis gründeten die „Colonia Suiza“. Anfang des 20. Jahrhunderts zog die Gegend Touristen an, wie etwa den US-Präsidenten Theodore Roosevelt und den Fürsten von Wales. 1932 wurde der Ort an die Eisenbahn angeschlossen, was einen Aufschwung des Tourismus besonders nach dem Zweiten Weltkrieg mit sich brachte.
Die Unternehmerin Rosa Mayer verkaufte nach dem Krieg ihr Land zu Vorzugsbedingungen an Deutsche. Ein Personenkult um Hitler, etwa der sogenannte „Führergeburtstag“, wurde im Ortsteil Belgrano weiterhin gepflegt. Die Deutsche Schule Bariloche führte noch bis Ende der 1950er Jahre Hitlers Mein Kampf in den Regalen. Bariloche machte 1994 international Schlagzeilen, als durch den US-amerikanischen TV-Sender ABC bekannt wurde, dass sich dort der ehemalige SS-Hauptsturmführer Erich Priebke aufhielt, der Mittäter an der Ermordung von 330 italienischen Zivilisten war. Außerdem versteckten sich in Bariloche auch zeitweise die SS-Männer Josef Schwammberger, Reinhard Kopps, Ferdinand Tröstl und das „Fliegerass“ Hans-Ulrich Rudel (kein Mitglied der SS). Bariloche hat eine größere deutsche Gemeinde, deren Präsident Erich Priebke bis zu seiner Verhaftung 1994 war. Der Autor Ariel Magnus berichtet von einer Demonstration örtlicher Lehrer zugunsten Priebkes. Die Schuldirektorin Catalina Binder, die sich gegen die Haltung der Lehrer an der Deutschen Schule wehrte, musste zurücktreten und die Stadt verlassen. Der Film Pacto de silencio (2006) des ehemaligen Schülers Carlos Echeverría befasst sich mit der Gesinnung der Lehrerschaft.

## Tourismus
Bariloche empfängt das ganze Jahr über Touristen. Im Sommer kommen Extremsportler (Kajakfahrer, Gleitschirmflieger, Bergsteiger etc.), Forellen-Angler, Wanderer und Badegäste (Strände an den Nebenseen des Nahuel Huapí). Im Winter zieht das Wintersportzentrum Cerro Catedral, eines der größten und bedeutendsten Südamerikas, Skifahrer und Snowboarder an. Die Besucherzahl liegt bei bis zu einer Million Touristen pro Jahr.
In der Nebensaison ist Bariloche das bei weitem begehrteste Ziel von Klassenfahrten und Hochzeitsreisen im Land, wodurch die Hotels beinahe das ganze Jahr über fast ausgebucht sind sowie ständig ein reichhaltiges Kultur- und Nachtleben existiert. Auch ist Bariloche ein beliebter Ort für Ferienwohnungen, von denen viele im Besitz wohlhabender Argentinier aus Buenos Aires sind. In Argentinien ist Bariloche auch für die Schokoladenproduktion sowie das deutsche und schweizerische Kulturerbe bekannt.
Mit dem Flughafen Bariloche befindet sich in der Stadt der wichtigste Verkehrsflughafen Patagoniens.

## Städtepartnerschaften
| Bariloche hat Städtepartnerschaften geschlossen mit - Aspen, Colorado, USA, seit 2000 - Osorno, Chile, seit dem 16. September 2002 - Puerto Montt, Chile, seit dem 18. Februar 1993 - Puerto Varas, Chile, seit dem 18. Februar 1992 - Queenstown, Neuseeland, seit 1994 - St. Moritz im Kanton Graubünden, Schweiz, seit April 1980 | Befreundete Städte sind: - Belluno in der Region Venetien, Italien - Gramado im Bundesstaat Rio Grande do Sul, Brasilien, seit dem 17. Oktober 2013 - L’Aquila in der Region Abruzzen, Italien, seit dem 19. Dezember 2013 - Sestriere in der Region Piemont, Italien, seit dem 11. Oktober 2002 |

## In der Stadt geboren
- Carina Barcos (* 1977), Biathletin
- Carola Calello (* 1977), Skirennläuferin
- Cristian Javier Simari Birkner (* 1980), Skirennläufer
- Damián Barcos (* 1981), Biathlet
- María Belén Simari Birkner (* 1982), Skirennläuferin
- Macarena Simari Birkner (* 1984), Skirennläuferin
- Axel Ciuffo (* 1988), Biathlet
- Miriam Mayorga (* 1989), Fußballspielerin
- Fausto Grillo (* 1993), Fußballspieler
- Angélica Simari Birkner (* 1994), Skirennläuferin
- Francesca Baruzzi Farriol (* 1998), Skirennläuferin
- Franco Dal Farra (* 2000), Skilangläufer
- Delfin van Ditmar (* 2000), Skirennläufer

### Persönlichkeiten, die in der Stadt gewirkt haben
- Erich Priebke (1913–2013), Kriegsverbrecher
- Ignacio Birkner (* 1964), Skirennläufer